# محمد الرويشد
محمد عبد الرحمن محمد الرويشد (1956 - 22 سبتمبر 2021)؛  ملحن كويتي.

## عنه
محمد الرويشد هو شقيق كل من المغنيين عبد الله الرويشد وعادل الرويشد.

## عمله
قدم العديد من الألحان لكبار الفنانيين، منهم شقيقه الفنان عبد الله الرويشد، من خلال أغنيتين هما: «نحن الوفا» في عام 1986 وهي من كلمات ساير الساير، وأغنية «خذني معك» من كلمات الشاعر بدر بورسلي.
كان من المفترض أن تكون له تجربة غنائية باللغة العربية الفصحى باسم «أسائل الناس» عام 1995 وهي من كلمات عدنان الشايجي والحان يوسف المهنا، لكنه لم يقم بتسجيلها بصوته.

## وفاته
توفي محمد الرويشد، يوم الأربعاء 22 سبتمبر 2021 الموافق 15 صفر 1443 هـ عن عمر ناهز 65 عامًا، بعد صراع طويل مع المرض.